# Александру Дякону
Александру Дякону (рум. Alexandru Deaconu, нар. 3 березня 1972, Бухарест) — румунський футбольний арбітр. 
Арбітр ФІФА з 2005 року. Перша міжнародна гра — матч кваліфікації Кубка УЄФА між командами Хазар-Ленкорань та Ністру (Атаки) 28 липня 2005 року. За вклад у розвиток спорту нагороджений орденом (Ordinul Meritul Sportiv) від Президента Траяна Бесеску.